# Muang Tum
14°29′48″B 102°59′1″Đ / 14,49667°B 102,98361°Đ
Prasat Hin Muang Tum (tiếng Thái: ปราสาทเมืองต่ำ, phát âm tiếng Thái: [Prá-sạt Mường Tam], tiếng Khmer: ប្រាសាទមឿងតាំ, RTGS: Prasat Mueang Tam là một ngôi đền Khmer ở tỉnh Buri Ram, Thái Lan. Ngôi đền này chủ yếu theo phong cách Khleang và Baphuon, và được xây dựng trong thế kỷ 10 và 11. Vị thần ban đầu là Shiva, dù Vishnu cũng được thờ ở đó.
Giống như phần lớn các ngôi đền Khmer khác, Muang Tum nhìn về hướng đông. Một baray (hồ chứa nước), có lẽ xây cùng lúc với đền, nằm về phía đông còn một baray sau này rộng hơn nằm về phía bắc giữa Muang Tum và Phanom Rung.